# Gran Premio motociclistico del Giappone 2006
Il Gran Premio motociclistico del Giappone 2006 corso il 24 settembre, è stato il quindicesimo Gran Premio della stagione 2006 e ha visto vincere: nella MotoGP la Ducati di Loris Capirossi, nella classe 250 la KTM di Hiroshi Aoyama e nella classe 125 la KTM di Mika Kallio.

## MotoGP

### Arrivati al traguardo
| Pos | Nº | Pilota           | Squadra              | Motocicletta | Giri | Tempo     | Griglia | Punti |
| --- | -- | ---------------- | -------------------- | ------------ | ---- | --------- | ------- | ----- |
| 1   | 65 | Loris Capirossi  | Ducati Marlboro      | Ducati       | 24   | 43:13.585 | 1       | 25    |
| 2   | 46 | Valentino Rossi  | Camel Yamaha         | Yamaha       | 24   | +5.088    | 2       | 20    |
| 3   | 33 | Marco Melandri   | Fortuna Honda        | Honda        | 24   | +8.378    | 3       | 16    |
| 4   | 15 | Sete Gibernau    | Ducati Marlboro      | Ducati       | 24   | +9.712    | 5       | 13    |
| 5   | 69 | Nicky Hayden     | Repsol Honda         | Honda        | 24   | +11.944   | 7       | 11    |
| 6   | 24 | Toni Elías       | Fortuna Honda        | Honda        | 24   | +18.108   | 6       | 10    |
| 7   | 26 | Daniel Pedrosa   | Repsol Honda         | Honda        | 24   | +19.937   | 9       | 9     |
| 8   | 5  | Colin Edwards    | Camel Yamaha         | Yamaha       | 24   | +22.492   | 10      | 8     |
| 9   | 10 | Kenny Roberts Jr | Team Roberts         | KR211V       | 24   | +26.824   | 14      | 7     |
| 10  | 6  | Makoto Tamada    | Konica Minolta Honda | Honda        | 24   | +30.970   | 18      | 6     |
| 11  | 71 | Chris Vermeulen  | Rizla Suzuki         | Suzuki       | 24   | +39.263   | 15      | 5     |
| 12  | 21 | John Hopkins     | Rizla Suzuki         | Suzuki       | 24   | +39.440   | 13      | 4     |
| 13  | 64 | Kōsuke Akiyoshi  | Team Suzuki          | Suzuki       | 24   | +45.595   | 12      | 3     |
| 14  | 7  | Carlos Checa     | Tech 3 Yamaha        | Yamaha       | 24   | +49.571   | 17      | 2     |
| 15  | 77 | James Ellison    | Tech 3 Yamaha        | Yamaha       | 24   | +1:09.085 | 19      | 1     |
| 16  | 66 | Alex Hofmann     | Pramac d'Antín       | Ducati       | 24   | +1:11.748 | 20      |       |

### Ritirati
| Nº | Pilota            | Squadra         | Motocicletta | Giri | Griglia |
| -- | ----------------- | --------------- | ------------ | ---- | ------- |
| 56 | Shin'ya Nakano    | Kawasaki Racing | Kawasaki     | 23   | 4       |
| 27 | Casey Stoner      | Honda LCR       | Honda        | 12   | 11      |
| 17 | Randy de Puniet   | Kawasaki Racing | Kawasaki     | 8    | 8       |
| 8  | Naoki Matsudo     | Kawasaki        | Kawasaki     | 8    | 16      |
| 30 | José Luis Cardoso | Pramac d'Antín  | Ducati       | 1    | 21      |

## Classe 250

### Arrivati al traguardo
| Pos | Nº | Pilota              | Squadra                      | Motocicletta | Giri | Tempo     | Griglia | Punti |
| --- | -- | ------------------- | ---------------------------- | ------------ | ---- | --------- | ------- | ----- |
| 1   | 4  | Hiroshi Aoyama      | Red Bull KTM                 | KTM          | 23   | 43:36.310 | 4       | 25    |
| 2   | 7  | Alex De Angelis     | Master - MVA Aspar           | Aprilia      | 23   | +1.341    | 3       | 20    |
| 3   | 48 | Jorge Lorenzo       | Fortuna Aprilia              | Aprilia      | 23   | +4.349    | 1       | 16    |
| 4   | 34 | Andrea Dovizioso    | Humangest Racing             | Honda        | 23   | +4.530    | 2       | 13    |
| 5   | 15 | Roberto Locatelli   | Team Toth                    | Aprilia      | 23   | +14.864   | 7       | 11    |
| 6   | 73 | Shūhei Aoyama       | Repsol Honda                 | Honda        | 23   | +24.111   | 5       | 10    |
| 7   | 80 | Héctor Barberá      | Fortuna Aprilia              | Aprilia      | 23   | +41.433   | 8       | 9     |
| 8   | 86 | Ryūji Yokoe         | RT Morinokumasan Sendai      | Yamaha       | 23   | +41.749   | 11      | 8     |
| 9   | 58 | Marco Simoncelli    | Squadra Corse Metis Gilera   | Gilera       | 23   | +41.881   | 15      | 7     |
| 10  | 87 | Ratthapark Wilairot | Thai Honda Castrol Endurance | Honda        | 23   | +42.054   | 14      | 6     |
| 11  | 14 | Anthony West        | Kiefer - Bos - Racing        | Aprilia      | 23   | +43.329   | 18      | 5     |
| 12  | 54 | Manuel Poggiali     | Red Bull KTM                 | KTM          | 23   | +48.247   | 16      | 4     |
| 13  | 89 | Seijin Oikawa       | Will Access With Plus Myu    | Yamaha       | 23   | +49.242   | 17      | 3     |
| 14  | 25 | Alex Baldolini      | Matteoni Racing              | Aprilia      | 23   | +59.804   | 22      | 2     |
| 15  | 37 | Fabricio Perrén     | Stop And Go Racing           | Honda        | 23   | +1:00.019 | 20      | 1     |
| 16  | 28 | Dirk Heidolf        | Kiefer - Bos - Racing        | Aprilia      | 23   | +1:04.360 | 21      |       |
| 17  | 16 | Jules Cluzel        | Equipe GP De France - Scrab  | Aprilia      | 23   | +1:06.599 | 29      |       |
| 18  | 44 | Tarō Sekiguchi      | Campetella Racing            | Aprilia      | 23   | +1:22.509 | 28      |       |
| 19  | 88 | Yōichi Ui           | Pro-Tec & Weave              | Yamaha       | 23   | +1:23.416 | 27      |       |
| 20  | 93 | Kouki Takahashi     | DyDo MIU Racing              | Honda        | 23   | +1:23.474 | 26      |       |
| 21  | 23 | Arturo Tizón        | Wurth Honda BQR              | Honda        | 23   | +1:32.896 | 23      |       |
| 22  | 24 | Jordi Carchano      | WTR Blauer USA               | Aprilia      | 23   | +1:33.263 | 24      |       |
| 23  | 20 | Takumi Takahashi    | Burning Blood                | Honda        | 23   | +2:03.029 | 25      |       |
| 24  | 85 | Alessio Palumbo     | Matteoni Racing              | Aprilia      | 22   | +1 giro   | 32      |       |

### Ritirati
| Nº | Pilota           | Squadra                     | Motocicletta | Giri | Griglia |
| -- | ---------------- | --------------------------- | ------------ | ---- | ------- |
| 96 | Jakub Smrž       | Cardion AB Motoracing       | Aprilia      | 17   | 10      |
| 55 | Yūki Takahashi   | Humangest Racing            | Honda        | 14   | 6       |
| 50 | Sylvain Guintoli | Equipe GP De France - Scrab | Aprilia      | 6    | 9       |
| 22 | Luca Morelli     | Nocable Angaia Racing       | Aprilia      | 5    | 31      |
| 42 | Aleix Espargaró  | Wurth Honda BQR             | Honda        | 3    | 19      |
| 8  | Andrea Ballerini | Campetella Racing           | Aprilia      | 1    | 12      |
| 52 | David de Gea     | Repsol Honda                | Honda        | 1    | 13      |

### Non partito
| Nº | Pilota         | Squadra              | Motocicletta | Griglia |
| -- | -------------- | -------------------- | ------------ | ------- |
| 21 | Arnaud Vincent | Arie Molenaar Racing | Honda        | 30      |

## Classe 125

### Arrivati al traguardo
| Pos | Nº | Pilota              | Squadra                  | Motocicletta | Giri | Tempo     | Griglia | Punti |
| --- | -- | ------------------- | ------------------------ | ------------ | ---- | --------- | ------- | ----- |
| 1   | 36 | Mika Kallio         | Red Bull KTM             | KTM          | 21   | 41:40.970 | 2       | 25    |
| 2   | 19 | Álvaro Bautista     | Master - MVA Aspar       | Aprilia      | 21   | +0.185    | 1       | 20    |
| 3   | 60 | Julián Simón        | Red Bull KTM             | KTM          | 21   | +7.769    | 4       | 16    |
| 4   | 75 | Mattia Pasini       | Master - MVA Aspar       | Aprilia      | 21   | +7.907    | 7       | 13    |
| 5   | 52 | Lukáš Pešek         | Derbi Racing             | Derbi        | 21   | +7.924    | 6       | 11    |
| 6   | 55 | Héctor Faubel       | Master - MVA Aspar       | Aprilia      | 21   | +8.078    | 3       | 10    |
| 7   | 71 | Tomoyoshi Koyama    | Malaguti Ajo Corse       | Malaguti     | 21   | +22.782   | 10      | 9     |
| 8   | 38 | Bradley Smith       | Repsol Honda             | Honda        | 21   | +22.911   | 9       | 8     |
| 9   | 14 | Gábor Talmácsi      | Humangest Racing         | Honda        | 21   | +23.192   | 12      | 7     |
| 10  | 18 | Nicolás Terol       | Derbi Racing             | Derbi        | 21   | +32.403   | 18      | 6     |
| 11  | 32 | Fabrizio Lai        | Valsir Seedorf Racing    | Honda        | 21   | +39.590   | 11      | 5     |
| 12  | 34 | Esteve Rabat        | Wurth Honda BQR          | Honda        | 21   | +39.735   | 21      | 4     |
| 13  | 44 | Karel Abraham       | Cardion AB Motoracing    | Aprilia      | 21   | +39.817   | 23      | 3     |
| 14  | 11 | Sandro Cortese      | Elit - Caffe Latte       | Honda        | 21   | +40.011   | 14      | 2     |
| 15  | 90 | Hiroaki Kuzuhara    | WTR Blauer USA           | Aprilia      | 21   | +40.135   | 17      | 1     |
| 16  | 53 | Simone Grotzkyj     | Campetella Racing Junior | Aprilia      | 21   | +43.213   | 27      |       |
| 17  | 26 | Vincent Braillard   | Multimedia Racing        | Aprilia      | 21   | +49.105   | 29      |       |
| 18  | 20 | Roberto Tamburini   | Matteoni Racing          | Aprilia      | 21   | +54.960   | 26      |       |
| 19  | 42 | Pol Espargaró       | Campetella Racing Junior | Derbi        | 21   | +55.641   | 20      |       |
| 20  | 33 | Sergio Gadea        | Master - MVA Aspar       | Aprilia      | 21   | +55.673   | 5       |       |
| 21  | 87 | Roberto Lacalendola | 3C Racing                | Aprilia      | 21   | +1:06.921 | 34      |       |
| 22  | 67 | Blake Leigh-Smith   | Red Bull KTM Junior      | KTM          | 21   | +1:07.536 | 33      |       |
| 23  | 9  | Michael Ranseder    | Red Bull KTM Junior      | KTM          | 21   | +1:07.695 | 28      |       |
| 24  | 43 | Manuel Hernández    | Nocable Angaia Racing    | Aprilia      | 21   | +1:08.696 | 30      |       |
| 25  | 45 | Imre Tóth           | Team Toth                | Aprilia      | 21   | +1:14.767 | 25      |       |
| 26  | 13 | Dino Lombardi       | 3C Racing                | Aprilia      | 21   | +1:17.503 | 40      |       |
| 27  | 50 | Hiroomi Iwata       | Plus One                 | Honda        | 21   | +1:18.114 | 32      |       |
| 28  | 16 | Michele Conti       | Valsir Seedorf Racing    | Honda        | 21   | +1:20.465 | 36      |       |
| 29  | 37 | Joey Litjens        | Arie Molenaar Racing     | Honda        | 21   | +1:23.274 | 39      |       |
| 30  | 48 | Toshihisa Kuzuhara  | S-way                    | Honda        | 21   | +1:23.653 | 37      |       |
| 31  | 51 | Iori Namihira       | Honda Suzuka Racing      | Honda        | 21   | +1:24.235 | 38      |       |

### Ritirati
| Nº | Pilota           | Squadra                  | Motocicletta | Giri | Griglia |
| -- | ---------------- | ------------------------ | ------------ | ---- | ------- |
| 49 | Kazuma Watanabe  | Humangest Racing         | Honda        | 20   | 31      |
| 12 | Federico Sandi   | SSM Racing               | Aprilia      | 17   | 22      |
| 6  | Joan Olivé       | SSM Racing               | Aprilia      | 12   | 19      |
| 8  | Lorenzo Zanetti  | Skilled I.S.P.A. Racing  | Aprilia      | 9    | 15      |
| 47 | Shōya Tomizawa   | FRS                      | Honda        | 8    | 35      |
| 35 | Raffaele De Rosa | Multimedia Racing        | Aprilia      | 5    | 16      |
| 1  | Thomas Lüthi     | Elit - Caffe Latte       | Honda        | 3    | 8       |
| 63 | Mike Di Meglio   | FFM Honda Grand Prix 125 | Honda        | 3    | 13      |
| 73 | Kazuya Otani     | Malaguti Ajo Corse       | Malaguti     | 2    | 24      |

### Non qualificato
| Nº | Pilota       | Squadra                    | Motocicletta |
| -- | ------------ | -------------------------- | ------------ |
| 24 | Simone Corsi | Squadra Corse Metis Gilera | Gilera       |